# Ignaz-Kögler-Gymnasium
Das Ignaz-Kögler-Gymnasium ist ein Gymnasium in Landsberg am Lech mit sprachlichem, naturwissenschaftlich-technologischem und musischen Zweig. Das Gymnasium ist eines von drei im Landkreis Landsberg am Lech gelegenen staatlichen Gymnasien, und liegt, im Gegensatz zum Dominikus-Zimmermann-Gymnasium, im Zentrum der oberbayerischen Stadt auf einer Insel zwischen Mühlbach und Lech.
Im Schuljahr 2023/24 besuchten 833 Schüler das Gymnasium, die von insgesamt 66 hauptamtlichen Lehrkräften unterrichtet wurden.

## Geschichte
1976/77 wurde das Ignaz-Kögler-Gymnasium durch Teilung des Dominikus-Zimmermann-Gymnasiums gegründet. Das DZG bezog sein neues Schulgebäude an der Platanenstraße. Das IKG (kurz für Ignaz-Kögler-Gymnasium) verblieb im Gebäude an der Lechstraße und umfasste im ersten Schuljahr nur die Jahrgangsstufen 5 bis 10 mit insgesamt 580 Schülern.
1979/80 umfasste das Gymnasium erstmals alle Klassenstufen, 2000/01 feiert das IKG sein 25-jähriges Bestehen.
Im Jahr 2002 begann die Erweiterung und Sanierung des IKG durch die Münchner Architekten Claus und Forster, die 2007 abgeschlossen wurde.
2012 fanden am IKG die 55. Theatertage der bayerischen Gymnasien statt.

## Amokalarm
Am 6. Mai 2009 wurde am Ignaz-Kögler-Gymnasium ein Amokalarm ausgelöst. Dabei hat ein 12-jähriger Schüler seinem Klassenlehrer von einem maskierten Mann berichtet, der ein ca. 15 cm langes Messer getragen haben soll. Diese Lehrkraft verständigte anschließend das Sekretariat der Schule, welches mit einer Code-Durchsage für ein Verriegeln eines jeden Klassenzimmers sorgte und anschließend die Polizei verständigte. Der Alarm wurde gegen 11:40 Uhr ausgelöst und sehr ernst genommen. 180 Polizeikräfte, inklusive des Unterstützungskommandos aus Dachau, rückten an; außerdem wurden 10 Rettungswagen alarmiert. Das benachbarte Seniorenheim wurde bereits zu einer provisorischen Notaufnahme vorbereitet, als schließlich gegen 13:10 Uhr Entwarnung gegeben werden konnte, nachdem die Polizei das Schulgelände abgesucht hatte. In den folgenden Tagen standen den Lehrkräften und Schülern ein Kriseninterventionsteam (KIT) des BRK (Bayerisches Rotes Kreuz) zur Verfügung.

## Name
Ihren Namen hat die Schule von Ignaz Kögler (1680–1746), einem bekannten deutschen Jesuiten und Missionar. Als Handwerkersohn in Landsberg erwarb sich Ignaz Kögler eine fundierte Bildung und machte als jesuitischer Missionar Karriere am kaiserlichen Hof in China, wo er zum Berater des Kaisers und Leiter der kaiserlichen Sternwarte aufstieg und mit dem hohen Ehrentitel „Mandarin“ ausgezeichnet wurde.

## Fremdsprachenfolge
Die erste Fremdsprache ist für jeden Schüler Englisch. Ab der sechsten Klasse wird Latein oder Französisch gewählt. In der achten Klasse erfolgt die Trennung zwischen dem naturwissenschaftlich-technologischen, dem sprachlichen und dem musischen Zweig. Als dritte Fremdsprache im sprachlichen Zweig ist Spanisch möglich.

## Zusatzangebot
Das IKG bietet folgende zusätzliche Aktivitäten an: Unterstufenchor und Großer Chor, Schulorchester und Kleines Orchester, Big Band, Popmusik-Werkstatt, 10-Finger-Schreiben an der Computertastatur, Wahlunterricht Debating Club, Wahlunterricht Journalistisches Schreiben, Wahlkurs Theater, Schülerzeitung Komet, Wahlkurs Astrophysik und Robotik, eine eigene Schulimkerei, Schulsanitätskurs sowie diverse Sportkurse wie zum Beispiel Fußball oder Basketball. Ebenfalls finden in unregelmäßigen Abständen regionale Lehrerfortbildungen zum Thema Astrophysik statt.